# Sitio del monumento de Fort Vengeance
El sitio del monumento de Fort Vengeance es un sitio arqueológico y conmemorativo en la ruta 7 de los Estados Unidos en el norte de Pittsford, en el estado de Vermont (Estados Unidos). El sitio incluye los restos arqueológicos de una de las granjas documentadas más antiguas de Vermont y el único sitio sobreviviente de una fortificación militar de la Guerra de Independencia. Está marcado por un monumento de piedra colocado en 1873 y fue incluido en el Registro Nacional de Lugares Históricos en 2006.

## Descripción e historia
Durante la Revolución de las Trece Colonias en 1777, el general británico John Burgoyne llegó al sur de Montreal con una gran fuerza para atacar Fort Ticonderoga y Fort Crown Point en el lago Champlain y, en última instancia, para enfrentarse a las fuerzas británicas de la ciudad de Nueva York y dividir las colonias por la mitad. La campaña británica se basó en los nativos americanos para asaltar a los colonos y pueblos a lo largo del lago y tierra adentro. Después de una serie de incursiones de este tipo, en las que las granjas de los colonos fueron saqueadas y quemadas, y los colonos varones fueron tomados cautivos, a principios de 1780 se construyó Fort Vengeance para proteger el área. El mayor Ebenezer Allen fue puesto al mando con una guarnición de ciento cincuenta hombres. Después de que Caleb Houghton, de 30 años, uno de los soldados que componían la guarnición al mando del mayor Allen, fue encontrado a media milla del fuerte baleado, con un hacha y desollado, el mayor Allen nombró al nuevo fuerte "Fort Vengeance". La incursión instigada por los británicos más conocida en el otoño de 1780 fue la incursión de Royalton, en la que se quemaron las ciudades de Royalton, Sharon y Tunbridge a lo largo del río White en el este de Vermont. El sitio arqueológico de Fort Vengeance está ubicado en el norte de Pittsford, a unas 0,8 km al sur de la línea de la ciudad con Brandon en el norte del condado de Rutland( Está marcado por un obelisco de mármol achaparrado junto a un retiro al borde de la carretera en el lado oeste de la Ruta 7 de los Estados Unidos( El sitio ocupa alrededor 0,8 ha, la mayor parte de la cual está al oeste de la carretera, pero incluye una parte de la US 7 que se cree que se construyó sobre parte del sitio.
El sitio incluye los restos arqueológicos de dos casas. La mayor de las dos era la granja de Caleb Hendee, quien se mudó a la zona y construyó aquí su casa en 1774. En el momento de la inclusión de la propiedad en el Registro Nacional, era el sitio de granja conocido más antiguo del estado, sin sitios conocidos anteriores a 1770 (la historia de los asentamientos coloniales del estado comienza en la década de 1740). En 1780, la granja de Hendee se convirtió en el sitio de Fort Vengeance, una fortificación empalizada cuya construcción fue ordenada por el gobierno independiente de la República de Vermont como parte de su línea de defensa norte. El fuerte incluía un cuartel, un polvorín y otras características, y estuvo en uso hasta 1782. Fue uno de los tres fuertes ordenados por el estado, todos en el área de Pittsford-Brandon, y es el único cuya ubicación se conoce y es susceptible de investigación arqueológica. Se sospecha que una parte del prisma de la carretera moderna de la US 7 invade el sitio; la construcción del camino requirió el movimiento del marcador unos 8 m al oeste de su ubicación original.
La casa de Caleb Hendee probablemente fue abandonada a mediados del siglo XIX por su hijo Samuel, quien construyó una granja de estilo griego más al sur y probablemente derribó los restos de la antigua casa y el fuerte. En 1858, Samuel vendió la mayor parte de la propiedad a un futuro suegro, Chester Thomas. Thomas construyó la casa que hizo el segundo terreno en 1860; este edificio fue demolido alrededor de 1900.